# Павловское сельское поселение (Краснодарский край)
Павловское сельское поселение — муниципальное образование в составе Павловского района Краснодарского края России.
В рамках административно-территориального устройства Краснодарского края ему соответствует Павловский сельский округ.
Административный центр — станица Павловская

## География
Площадь поселения — 370,63 км².

## Население
| 2010    | 2012    | 2013    | 2014    | 2015    | 2016    | 2017    |
| ------- | ------- | ------- | ------- | ------- | ------- | ------- |
| 33 676  | ↘33 605 | ↘33 204 | ↘32 532 | ↘31 763 | ↘31 556 | ↘31 503 |
| 2018    | 2019    | 2020    | 2021    | 2023    |         |         |
| ↘31 256 | ↘30 920 | ↘30 601 | ↗31 558 | ↘30 779 |         |         |

## Населённые пункты
В состав сельского поселения (сельского округа) входят 6 населённых пунктов:
| № | Населённый пункт   | Тип населённого пункта | Население (чел.) |
| - | ------------------ | ---------------------- | ---------------- |
| 1 | Весёлая Жизнь      | хутор                  | ↘367             |
| 2 | Краснопартизанское | село                   | ↘1012            |
| 3 | Новый              | хутор                  | ↘263             |
| 4 | Павловская         | станица                | ↘29 514          |
| 5 | Пушкина            | хутор                  | ↗252             |
| 6 | Шевченко           | хутор                  | ↗455             |

## Экономика и инфраструктура
На территории Павловского района находятся: более 300 различных предприятий, учреждений и организаций; 166 торговых точек; 49 крестьянско-фермерских хозяйств; 6 предприятий пищевой и перерабатывающей промышленности; более 10 строительных и дорожных организаций.
На территории Павловского сельского поселения находятся:
- ОАО племзавод «За мир и труд», площадь 9561 га, руководитель В. И. Сытник;
- село Краснопартизанское — 258 га;
- ЗАО «Колос», площадь 9631 га, руководитель И. С. Дакаев;
- ЗАО «Рассвет», площадь 8743 га, руководитель Е. М. Егоян;
- более 300 различных предприятий, учреждений и организаций;
- 166 торговых точек (магазин, киоски, аптеки);
- 49 крестьянско-фермерских хозяйств;
- 6 предприятий пищевой и перерабатывающей промышленности;
- более 10 строительных и дорожных организаций;
- центральная районная больница, поликлиника;
- 4 амбулатории и фельдшерских пунктов
- 7 общеобразовательных школ;
- детская школа искусств, 2 спортивные школы, Павловский центр дополнительного образования;
- 9 дошкольных учреждений;
- учебно-курсовой комбинат;
- историко-краеведческий музей;
- 5 библиотек;
- 6 домов культуры и клубов;
- кинотеатр.

На территории Павловского сельского поселения созданы и действуют 20 органов территориального общественного самоуправления, в активе которых насчитывается более 150 человек. Активисты ТОС оказывают действенную помощь администрации станичного округа в решении различных вопросов.
При администрации Павловского сельского поселения работают первичная организация Совета ветеранов войны и труда Павловского сельского поселения — председатель Рулёва Лилия Викторовна, председателем Всероссийского общества инвалидов Павловского сельского поселения, является Дьяченко Нина Фёдоровна.